# Blumenau (microregio)
Blumenau is een van de 20 microregio's van de Braziliaanse deelstaat Santa Catarina. Zij ligt in de mesoregio Vale do Itajaí en grenst aan de microregio's Itajaí, Joinville, São Bento do Sul, Canoinhas, Rio do Sul, Ituporanga en Tijucas. De microregio heeft een oppervlakte van ca. 4.753 km². In 2006 werd het inwoneraantal geschat op 625.440.
Vijftien gemeenten behoren tot deze microregio:
- Apiúna
- Ascurra
- Benedito Novo
- Blumenau
- Botuverá
- Brusque
- Doutor Pedrinho
- Gaspar
- Guabiruba
- Indaial
- Luiz Alves
- Pomerode
- Rio dos Cedros
- Rodeio
- Timbó

Mesoregio's: Grande Florianópolis · Norte Catarinense · Oeste Catarinense · Serrana · Sul Catarinense · Vale do Itajaí

Microregio's: Araranguá · Blumenau · Campos de Lages · Canoinhas · Chapecó · Concórdia · Criciúma · Curitibanos · Florianópolis · Itajaí · Ituporanga · Joaçaba · Joinville · Rio do Sul · São Bento do Sul · São Miguel do Oeste · Tabuleiro · Tijucas · Tubarão · Xanxerê